# Brunfelsia uniflora
O manacá-de-jardim ou manacá-de-cheiro (Brunfelsia uniflora) é uma árvore da família Solanaceae com origem na Mata Atlântica, no Brasil.
É uma árvore de folhas pequenas e permanentes, de crescimento de velocidade média e que pode atingir cerca de 3 metros de altura, com 2 metros de diâmetro da copa arredondada. A floração decorre entre setembro a março e produz flores inicialmente lilases que vão, ao longo do tempo, embranquecendo. A frutificação é do tipo cápsula. A propagação é por mergulhia e não suporta transplante.
Esta espécie é muito utilizada como ornamento, pela sua beleza e perfume. Durante todo o ano é possível ver na sua proximidade a borboleta-do-manacá, que deposita os ovos apenas nas folhas dessa planta, que é o único alimento de suas larvas. A lagarta peculiar, preta com listras amarelas, é adaptada a resistir às toxinas desta planta. As folhas, raiz e frutos do manacá-de-jardim possuem propriedades medicinais mas, em grandes quantidades, são tóxicos para animais domésticos e para o homem, podendo causar vômito, diarreia, tremores, falta de coordenação, tosse e letargia por vários dias.